# Aphoebantus persicus
Aphoebantus persicus är en tvåvingeart som beskrevs av Becker och Stein 1913. Aphoebantus persicus ingår i släktet Aphoebantus och familjen svävflugor. Inga underarter finns listade i Catalogue of Life.